# Missões diplomáticas em Artsaque
Artsaque é um estado internacionalmente não reconhecido situado entre a Armênia e o Azerbaijão que controla a maior parte do território do antigo Oblast Autônomo de Nagorno-Carabaque e algumas áreas circundantes. Atualmente não possui representações diplomáticas dentro do seu território. Por outro lado, Artsaque possui várias missões não diplomáticas no exterior.

## Embaixadas
Estepanaquerte
- não possui